# Sampaloc (Quezon)
Sampaloc es un municipio filipino de quinta clase, perteneciente a la provincia de Quezon, en la región de Calabarzon. En 2020, tenía censados 13 629 habitantes.